# No Angels
No Angels est un groupe allemand formé en 2000. Il est le tout premier groupe allemand issu de l'émission de télé-réalité Popstars en Allemagne, et aussi celui qui a été le plus populaire. Ce groupe a été choisi pour représenter l'Allemagne au Concours Eurovision de la chanson 2008.

## Membres
- Ludmilla Diakovska (* 2 avril 1976 à Pleven, Bulgarie)
- Sandy Mölling (* 27 avril 1981 à Wuppertal)
- Jessica Wahls (* 2 février 1977 à Francfort-sur-le-Main)
- Nadja Benaissa

## Discographie

### Albums
- Elle'ments (2001)
- Now ... Us! (2002)
- When the Angels Swing (2002)
- Pure (2003)
- The Best of No Angels (2003)
- Acoustic Angels (2004)
- Destiny (2007)
- Very Best of No Angels (2008)
- Welcome To The Dance (2009)
- 20 (2021)

### Singles
| 2001 | "Daylight in Your Eyes"                       | Elle'ments                          | 1  | 1  | 1  | 1 |
| 2001 | "Rivers of Joy"                               | Elle'ments                          | 7  | 11 | 10 | - |
| 2001 | "There Must Be an Angel"                      | Elle'ments                          | 1  | 1  | 2  | 1 |
| 2001 | "When the Angels Sing"/"Atlantis 2002"        | Elle'ments / Now ... Us!            | 5  | 5  | 16 | - |
| 2002 | "Something about Us"                          | Now ... Us!                         | 1  | 1  | 11 | - |
| 2002 | "Still in Love with You"                      | Now ... Us!                         | 2  | 4  | 10 | - |
| 2002 | "Let's Go to Bed"                             | Now ... Us!                         | 12 | 46 | -  | - |
| 2002 | "All Cried out"                               | Now ... Us! / When the Angels Swing | 18 | 23 | 56 | - |
| 2003 | "No Angel (It's All in Your Mind)"            | Pure                                | 1  | 10 | 46 | - |
| 2003 | "Someday"                                     | Pure                                | 5  | 16 | 36 | - |
| 2003 | "Feelgood Lies"                               | Pure                                | 3  | 12 | 29 | - |
| 2003 | "Reason"                                      | The Best of No Angels               | 9  | 12 | 28 | - |
| 2007 | "Goodbye to Yesterday"                        | Destiny                             | 4  | 21 | 16 | - |
| 2007 | "Maybe"                                       | Destiny                             | 36 | 62 | -  | - |
| 2007 | "Amaze Me"/"Teardrops"                        | Destiny                             | 25 | -  | -  | - |
| 2008 | "Disappear"                                   | Destiny Reloaded                    | 4  | 37 | 96 | - |
| 2009 | "One Life"                                    | Welcome To The Dance                | 15 | -  | -  | - |
| 2021 | "Daylight in Your Eyes (Celebration Version)" | TBA                                 | -  | -  | -  | - |